# Simonfalvi Gábor
Simonfalvi Gábor (Dombóvár, 1987. július 20. –) magyar labdarúgó.

## Pályafutása
Az általános iskolát Pacsán, a középiskolát a zalaegerszegi Kölcsey Ferenc Gimnáziumban végezte el. Jelenleg egyetemi tanulmányait a PTE-KTK-n folytatja.
A ZTE Ifi csapatától 2005-ben került fel a nagycsapathoz, első NB I-es mérkőzését a Győr ellen játszotta 2005. október 29-én.
2006-ban az U19-es korosztályban a kiemelt ifjúsági bajnokságban a bronzérmet szerezte meg ZTE-vel.
Első NB I-es gólját 2006. október 14-én szerezte a Pécs ellen 4-1-re megnyert találkozón.
A 2008-as téli átigazolási szezon végén a PMFC fél évre kölcsönvette. Itt elsősorban jobbhátvédet játszott és az összes bajnoki mérkőzésen (15 alkalom) kezdőként lépett pályára az NB II. Nyugati csoportjában. Összesen 1334 perc alatt egy gólt szerzett az Ajka elleni idegenbeli mérkőzésen.
Játéka elnyerte a pécsi vezetők tetszését és 2008 nyarán leszerződtették. 2011-ben kölcsönadási szerződéssel a ZTE-ben játszott, majd 2012 nyarán 1+2 éves szerződéssel hazaigazolt az NBI-ből akkor kiesett Zalaegerszegre.
NB. I-es mérkőzések száma (2020): 62, sárgalapok száma: 11, gól: 1
Első NB. I-es mérkőzés: 2005.10.29 Győr-Zalaegerszeg
Utolsó NB. I-es mérkőzés: 2012.05.26: PMFC-Honvéd

## Sikerei, díjai
- Magyar U17-es bajnok (ZTE): 2003-2004
- Magyar bajnokság bronzérmese (ZTE): 2006-2007
- Magyar NB3-as bajnok(ZTE II): 2007-2008